# David Lombán
David Rodríguez Lombán, né le 5 juin 1987 à Avilés (Asturies, Espagne), est un footballeur espagnol qui joue au poste de défenseur central.

## Biographie

### En club
Formé dans les catégories inférieures du Club Hispano de Castrillón, il passe ensuite dans les rangs des juniors du Valence CF. Lors de la saison 2006-2007, il joue 11 matchs avec l'équipe réserve de Valence, en Segunda División B. 
Après une grave blessure au genou gauche qui le laisse indisponible pendant six mois, l'entraîneur Ronald Koeman le fait débuter en première division espagnole le 15 décembre 2007 face au FC Barcelone. Lors de la saison 2008-2009, une blessure au genou droit le laisse à nouveau sur la touche pendant six mois.
En 2009, il est prêté à l'UD Salamanque, en Division 2. Puis, de 2010 à 2012, il joue au Xerez CD, toujours en D2. Titulaire indiscutable avec Xerez, il y dispute 75 matchs de championnat en deux saisons. Il reçoit toutefois trois cartons rouges.
En 2012, il rejoint le FC Barcelone B, alors entraîné par Eusebio Sacristán. Tito Vilanova le fait débuter en équipe première le 17 avril 2013 lors d'un match de la Copa Catalunya.
En juillet 2013, il est recruté par l'Elche CF, club de Division 1. Le joueur doit toutefois payer 50 000 € pour casser son contrat avec Barcelone, qui devait prendre fin en 2014. Lors de la saison 2014-2015, il inscrit cinq buts en championnat, ce qui constitue sa meilleure performance. Par la suite, en août 2015, il rejoint le Grenade CF, toujours en D1, où il signe un contrat de trois saisons.
Le 14 septembre 2018, libre depuis son départ du SD Eibar, il s'engage pour deux saisons avec le Málaga CF, fraîchement relégué en La Liga 1|2|3.

### En équipe nationale
David Lombán joue 11 matches avec l'équipe d'Espagne des moins de 17 ans. En 2004, il est vice-champion d'Europe dans cette catégorie.
Il joue aussi un match avec l'équipe d'Espagne des moins de 20 ans.

## Palmarès
FC Barcelone
- Vainqueur de la Copa Catalunya en 2013.

 Équipe d'Espagne des moins de 17 ans
- Vice-champion d'Europe en 2004.